# Ельяшевич Володимир Левович
Ельяшевич Володимир Левович (нар. 12 грудня 1876 — лютий 1915) — полковник.

## Біографічні дані
Ельяшевич Володимир Левович, підполковник, походить із дворян Полтавської губернії, син Ельяшевича Лева Полікарповича, народився 12 грудня 1876 р.
У 1895 році закінчив Петровський Полтавський кадетський корпус, потім Миколаївське інженерне училище, звідти вийшов офіцером у саперний батальйон. Закінчив Петербурзький навчальний повітроплавальний парк.
Володимир Ельяшевич був начальником повітроплавального відділення у Варшавському військовому окрузі. з 25 серпня 1908 р. — командир Новогеоргієвського кріпосного повітроплавального відділення, а з 31 липня 1910 р. командувач 11-ї повітроплавальної роти, затверджений на цю посаду 1 жовтня 1911 р. і підвищений у званні до підполковника. Після 15 травня 1913 р. — полковник.
В. Ельяшевич написав низку літературних праць з авіації. Був членом-кореспондентом Миколаївської головної фізичної обсерваторії при Академії наук (з 1911 р.).
Був одружений. Три сина і дочка.
Помер у лютому 1915 року від паралічу серця. Похований 24 лютого 1915 року.

## Нагороди
- Орден Св. Станіслава III ст. (1906).